# Aspidiophorus marinus
Aspidiophorus marinus is een buikharige uit de familie Chaetonotidae. Het dier komt uit het geslacht Aspidiophorus. Aspidiophorus marinus werd in 1926 voor het eerst wetenschappelijk beschreven door Remane. 